# Architecton
 (février 2024).
Si vous disposez d'ouvrages ou d'articles de référence ou si vous connaissez des sites web de qualité traitant du thème abordé ici, merci de compléter l'article en donnant les références utiles à sa vérifiabilité et en les liant à la section « Notes et références ».
Pour plus de détails, voir Fiche technique et Distribution.
Architecton est un film documentaire germano-franco-américain réalisé par Viktor Kossakovski et sorti en 2024.
Il est présenté à la Berlinale 2024.

## Fiche technique
Sauf indication contraire, les informations mentionnées dans cette section peuvent être confirmées par la base de données cinématographiques IMDb,  présente dans la section « Liens externes ».
- Titre français : Architecton
- Réalisation et scénario : Viktor Kossakovski
- Pays de production :  Allemagne,  France,  États-Unis
- Format : Couleurs
- Genre : documentaire
- Durée : 98 minutes
- Date de sortie :
  - Allemagne : 19 février 2024 (Berlinale)

## Distinction

### Sélection
- Berlinale 2024 : sélection officielle, en compétition[1]